# Корбетт, Лидия
Лидия Корбетт (англ. Lydia Corbett), также известная как Сильветт Давид (фр. Sylvette David; род. 14 ноября 1934) — французская художница и натурщица, известная как «девушка с хвостиком» в серии картин Пабло Пикассо «Сильветт».

## Ранние годы
Сильветт родилась в Париже в семье англичанки и француза. Её мать, Хонор Гелл, дочь священника, была художницей, писавшей маслом, которая в 1920-х годах переехала в Нормандию. Отцом Сильветт был арт-дилер Эммануэль Давид. Вскоре после её рождения брак её родителей распался, в результате чего Лидия фактически не общалась с отцом на протяжении большей части своего детства.
Весной 1954 года, когда Сильветт было 19 лет, она встретила Пабло Пикассо, который был «сразу очарован» ею. У Пикассо тогда была студия на улице Рю дю Фурна в Валлорисе, а она часто проходила мимо окна художника по пути на свидание со своим женихом.
Несколько недель спустя Сильветт отдыхала на террасе небольшой мастерской, болтая с друзьями, куря и выпивая кофе. Она обратила внимание на Пикассо, который в расположенном по соседству ателье держал в руках одну из своих работ, представлявшую собой её незамысловатый портрет, выполненный по памяти. «Это было похоже на приглашение», — вспоминала Сильветт позднее, поэтому она и её друзья решили наведаться к нему. Пикассо был так рад её видеть, что сразу же обнял, при этом воскликнув: «Я хочу нарисовать тебя, нарисовать Сильветт!».
Пикассо удалось убедить Сильветт регулярно позировать ему, и в последующие месяцы, с апреля по июнь, он создал серию из более чем 60 её портретов, используя различные средства выражения, включая рисунки и скульптуры, а также 28 картин.
Летом 1954 года серия «Сильветт» была выставлена в Париже и вызвала одобрение у критиков. Журнал Life объявил о начале новой эпохе в творчестве Пикассо — «периоде конского хвоста». По слухам, Бриджит Бардо переняла стиль Сильветт, увидев её прогуливающейся по набережной в Каннах.

## Карьера
Сильветт начала сама рисовать, чтобы скоротать время, пока она позировала Пикассо, как правило, в кресле-качалке. Позднее она вышла замуж и в 1968 году переехала в Англию, подписав свои работы фамилией мужа, чтобы в своём творчестве не злоупотребить славой музы Пикассо.
В 40 лет она серьёзно занялась живописью, работая как с масляными красками, так и с акварелью. С 1989 года её творчество представляет галерея Фрэнсиса Кайла. В 1991 году работы Корбетт выставлялись в Японии, а в 1993 году документальный фильм о ней и Пикассо был показан на BBC Two одновременно с выставкой картин Пикассо в галерее Тейт. Собственные работы Корбетт также выставлялись в этой галерее.
В 2014 году Корбетт отметила своё 80-летие выставкой в галерее Фрэнсиса Кайла в Лондоне.
Студия Корбетт находится в Девоне.